# Anomotaenia verulamii
Anomotaenia verulamii är en plattmaskart som först beskrevs av David F. Mettrick 1958.  Anomotaenia verulamii ingår i släktet Anomotaenia och familjen Dilepididae. Inga underarter finns listade i Catalogue of Life.